# In Other Worlds
In Other Worlds é um romance de ficção científica escrito pelo autor norte-americano Alfred Angelo Attanasio. Publicado em 1984, é o segundo dos quatro livros que compõem a Tetralogia Radix, antecedido por Radix, de 1981, e seguido por Arc of the Dream, de 1986.
Contém seres humanos, zōtl, rimstalkers, outras dimensões espaciais, viagem no tempo e deformação do espaço-tempo, assim como os outros romances da série Radix, embora reenvisionados.
Todos os livros da tetralogia foram relançados pela editora Phoenix Pick, uma divisão da Arc Manor Publishers, nos formatos de capa dura e livro de bolso, em 2008.

## Enredo
A vida de Carl Schirmer transforma-se quando ele é transmutado em energia por um ser de oitava dimensão e transportado para um mundo distante à beira de um buraco negro.
O que se segue é um passeio emocionante similar a Flash Gordon, envolvendo uma mulher do fim dos tempos, um homem que pode viver fora da luz solar, e uma Terra alternativa, paradisíaca, na qual a Segunda Guerra Mundial nunca aconteceu.

## Personagens
- Carl Schirmer: Um homem comum que é sequestrado e transformado pelo Eld Skyle. Um herói relutante que logo aprende a manejar um bastão de laser, voar em um foguete espacial e encontrar o amor verdadeiro.
- Eld Skyle: Uma forma de vida de oitava dimensão que se alimenta das imperfeições de outras formas de vida, transformando-as em versões idealizadas de seus eus anteriores.
- Evoë: Um denizen do mundo estranho para o qual Eld Skyle traz Carl.
- Zee: Um amigo de Carl que descobre segredos-chave para o universo.[2]